# Mercedes-Benz O-500
Mercedes-Benz O-500 é uma série de chassis encarroçáveis com motor traseiro e suspensão 100% pneumática. É construída no Brasil pela Mercedes-Benz do Brasil desde 2001. 
Apesar de ter sido lançado em 2001 para substituir o anterior O-400, ambos foram produzidos juntos por quase três anos. É destacado pelo fato que, desde 1996, a Mercedes-Benz do Brasil descontinuou a produção de monoblocos dedicando-se somente à produção de chassis para encarroçadores externos.
As versões O-500RS/1836, O-500RSD/2436 e O500RSD/2442 têm painéis de instrumentos semelhantes à série Mercedes-Benz OC-500 europeia.

## Chassis

### Urbanos
| Modelo        | Motor     | Potência           | Torque                      |
| ------------- | --------- | ------------------ | --------------------------- |
| O-500 M       | OM-926 LA | 256 cv @ 2.200 rpm | 92 mkgf @ 1.200 - 1.600 rpm |
| O-500 U       | OM-926 LA | 256 cv @ 2.200 rpm | 92 mkgf @ 1.200 - 1.600 rpm |
| O-500 MA      | OM-457 LA | 354 cv @ 2.000 rpm | 163 mkgf @ 1.100 rpm        |
| O-500 UA      | OM-457 LA | 354 cv @ 2.000 rpm | 163 mkgf @ 1.100 rpm        |
| O-500 MDA 8x2 | OM-457 LA | 354 cv @ 2.000 rpm | 163 mkgf @ 1.100 rpm        |
| O-500 UDA 8x2 | OM-457 LA | 354 cv @ 2.000 rpm | 163 mkgf @ 1.100 rpm        |

### Rodoviários
| Modelo         | Motor     | Potência           | Torque                       |
| -------------- | --------- | ------------------ | ---------------------------- |
| O-500 M        | OM-926 LA | 256 cv @ 2.200 rpm | 92 mkgf @ 1.200 - 1.600 rpm  |
| O-500 R        | OM-926 LA | 310 cv @ 2.200 rpm | 122 mkgf @ 1.200 - 1.600 rpm |
| O-500 RS       | OM-457 LA | 354 cv @ 2.000 rpm | 163 mkgf @ 1.100 rpm         |
| O-500 RSD 6x2  | OM-457 LA | 354 cv @ 2.000 rpm | 163 mkgf @ 1.100 rpm         |
| O-500 RSD 6x2  | OM-457 LA | 408 cv @ 2.000 rpm | 194 mkgf @ 1.100 rpm         |
| O-500 RSDD 8x2 | OM-457 LA | 408 cv @ 2.000 rpm | 194 mkgf @ 1.100 rpm         |